# Carley Mijović
Carley Monika Mijović, coniugata Ernst (Melbourne, 1º agosto 1994), è una cestista australiana.

## Carriera
È stata selezionata dalle Washington Mystics al terzo giro del Draft WNBA 2014 (30ª scelta assoluta).